# 周以謙 (安居)
周以謙（？年—？年），字去滿，四川重慶府安居縣人，明朝政治人物。萬曆四十一年癸丑科進士，曾任禮部儀制司員外郎、祠祭司郎中，仕至江西左參議、廣西布政使。